# Калофиллум
Калофи́ллум (лат. Calophyllum) — род тропических вечнозелёных лиственных растений семейства Калофилловые (Calophyllaceae), ранее помещавшийся в семейство Клузиевые (Clusiaceae).
Латинское название рода образовано от греческих слов καλος (kalos), означающего «красивый», и φυλλον (phullon) — «лист».

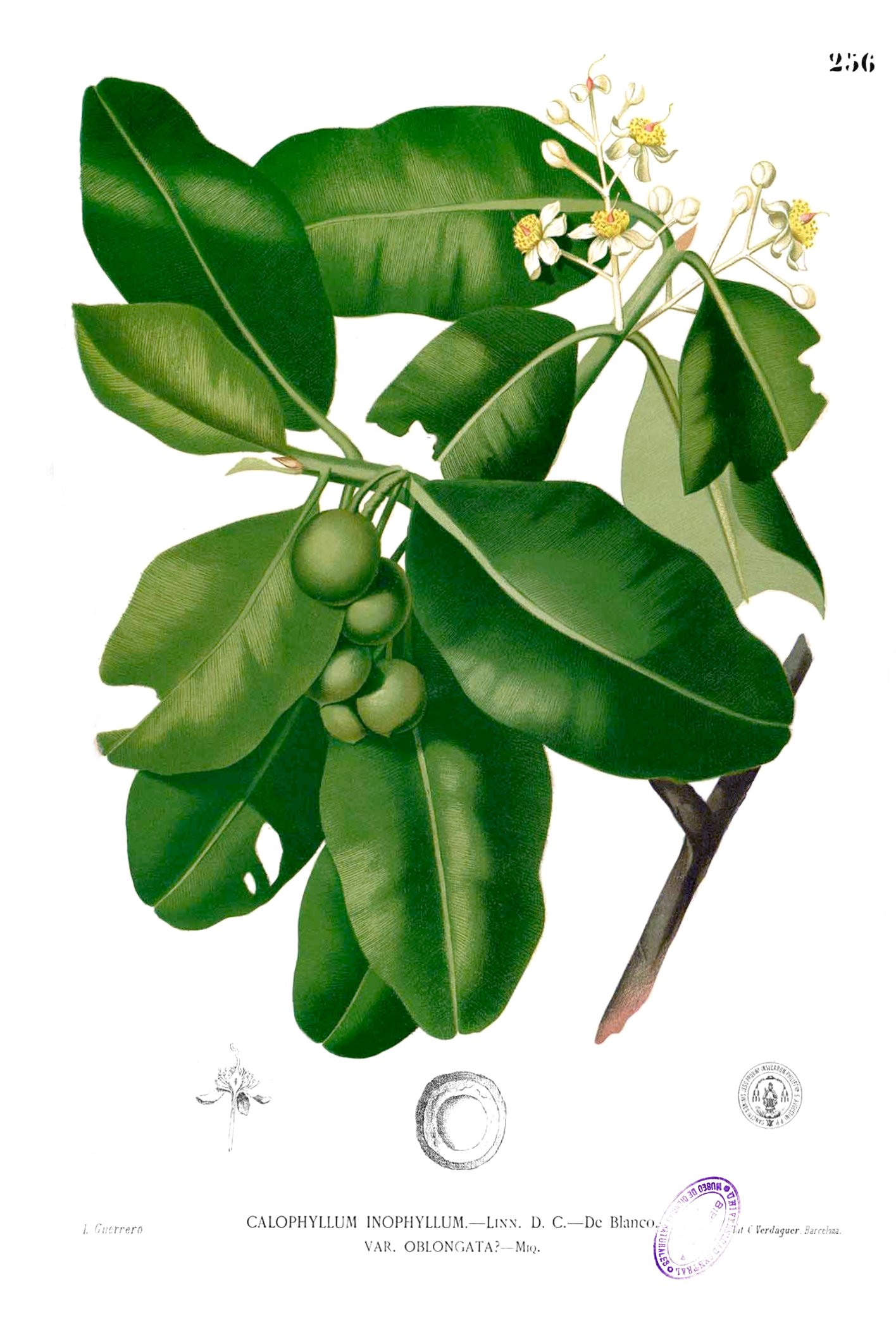

## Ботаническое описание
Кустарники и деревья, достигающие 30 м в высоту и со стволом немного менее 1 м в диаметре.
Содержат млечный сок (латекс) от прозрачного до молочного или жёлтого цветов. Кора серого или белёсого цвета, испещрённая неглубокими рубцами.
Листья супротивные, посажены на черешки, реже сидячие, листовые пластинки блестящие и кожистые с множеством вторичных жилок, отходящих перпендикулярно от крупной центральной.
Цветки собраны в соцветия пирамидальной формы — полузонтики.
Плоды — кожистые ягоды.

## Распространение
Представители рода естественным образом распространены во многих тропических районах земного шара, встречаются в Австралии, на Мадагаскаре, в Восточной Африке, Южной и Юго-Восточной Азии, на островах Тихого океана и Карибского бассейна, присутствуют на территории Латинской Америки.
Виды этого рода широко расселились, приспособившись к различным условиям обитания, от горных до равнинных лесов и прибрежных болот, и даже встречаются на коралловых рифах.

## Значение и применение
Некоторые виды используются как декоративные растения.

### Древесина
Древесина лёгкая, с сердцевиной розово-красного или почти коричневого цвета.
Используется для строительства лодок, как строительный материал для настила полов и при производстве качественной мебели.

### Медицина
В народной медицине могут использоваться листья и плоды растения.

### Культура
Цветки растения изображены на национальном гербе тихоокеанского государства Науру.

## Виды
По информации базы данных The Plant List (2013), род включает 179 видов. Некоторые из них:
- Calophyllum blancoi Planch. & Triana — Калофиллум Бланко
- Calophyllum bracteatum Thwaites — Калофиллум прицветниковый
- Calophyllum brasiliense Cambess. — Калофиллум бразильский
- Calophyllum calaba L. typus[1]
- Calophyllum inophyllum L. — Калофиллум волокнистолистный
- Calophyllum polyanthum Wall. ex Planch. & Triana
- Calophyllum soualattri Burm.f.
- Calophyllum tomentosum Wight — Калофиллум войлочный